# Amata minuta
Amata minuta är en fjärilsart som beskrevs av Bang-haas 1910. Amata minuta ingår i släktet Amata och familjen björnspinnare. Inga underarter finns listade i Catalogue of Life.